# Hieracium bauhini
Hieracium bauhini là một loài thực vật có hoa trong họ Cúc. Loài này được Besser mô tả khoa học đầu tiên.